# Keith Green
Keith Gordon Green, né le 21 octobre 1953 à Brooklyn et mort le 28 juillet 1982 à Garden Valley, est un auteur-compositeur, pianiste et chanteur gospel américain évangélique. 

## Biographie

### Jeunesse
Green est né dans une famille membre de l’Église du Christ, scientifique (science chrétienne) . Il a commencé la musique à trois ans avec le ukulélé, puis a continué avec le piano à sept ans. À 10 ans, il a joué un rôle dans la comédie musicale The Sound of Music avec Janet Blair au Valley Music Theatre de Woodland Hills (Los Angeles) . 

### Carrière
En 1965, à 11 ans, il a signé un contrat avec Decca Records .
Dans son adolescence, il a consommé diverses drogues et était adepte du mysticisme . En 1972, il est devenu chrétien et a abandonné la consommation de drogue. 
En 1973, il s’est marié avec Melody Steiner.
En 1976, il a signé avec le label Sparrow Records et a collaboré avec des artistes chrétiens de 2nd Chapter of Acts, sur l'album Firewind sorti en 1976. 
En 1977, il sort son premier album solo de musique chrétienne contemporaine, For Him Who Has Ears to Hear. No Compromise sort en 1978. En 1979, il quitte Sparrow et adopte une nouvelle politique consistant à refuser de facturer de l'argent pour ses concerts et albums. 

### Ministère
En 1977, avec sa femme, il fonde l'organisation évangélique Last Days Ministries qui publie le Last Days Magazine.

### Fin de vie
Keith Green est mort en 1982 dans un accident d'avion, avec deux de ses enfants.  

## Discographie
- For Him Who Has Ears to Hear (1977)
- No Compromise (1978)
- So You Wanna Go Back to Egypt (1980)
- The Keith Green Collection (1981)
- Songs For The Shepherd (1982)

### Disques posthumes (1983 à aujourd'hui)
- The Prodigal Son (1983)
- I Only Want To See You There (1983)
- Jesus Commands Us To Go (1984)
- The Ministry Years, Volume One (1977-1979) (1987)
- The Ministry Years, Volume Two (1980-1982) (1988)
- The Ultimate Collection (2002)

## Albums hommage
- No Compromise: Remembering the Music of Keith Green (1993)
- Start Right Here: Remembering the Life of Keith Green (2001)
- Your Love Broke Through: The Worship Songs of Keith Green (2002)

## Livres
Les écrits de Green ont été publiés dans ces livres à titre posthume.
- No Compromise: The Life Story of Keith Green (1989)
- A Cry In The Wilderness: Twelve Bold Messages About Uncompromising Faith (1993)
- If You Love The Lord (2000)
- Make My Life A Prayer (2001)